# Aversão ao sabor condicionada
A aversão ao sabor condicionada ocorre quando um animal adquire uma aversão ao sabor de um alimento que foi emparelhado com estímulos aversivos. O chamado efeito Garcia é que a aversão se desenvolve mais fortemente para estímulos que causam náusea do que outros estímulos. Isso é considerado um traço adaptativo ou mecanismo de sobrevivência que permite ao organismo evitar substâncias venenosas (por exemplo, bagas venenosas) antes que causem danos. A aversão reduz o consumo da mesma substância (ou algo com gosto semelhante) no futuro, evitando assim o envenenamento.
Estudos sobre a aversão ao sabor condicionada envolvendo ratos irradiados foram conduzidos na década de 1950 pelo Dr. John Garcia, levando-o às vezes a ser chamado de efeito Garcia.
A aversão condicionada ao sabor pode ocorrer quando a doença é meramente uma coincidência e não causada pela substância consumida. Por exemplo, uma pessoa que fica muito doente depois de consumir coquetéis de vodca e suco de laranja pode se tornar avessa ao sabor do suco de laranja, mesmo que a doença tenha sido causada pelo consumo excessivo de álcool. Nessas circunstâncias, a aversão condicionada ao sabor é às vezes conhecida como "Síndrome do Molho-Bearnaise", um termo cunhado por Seligman e Hager.

## O estudo de Garcia
Ao estudar os efeitos da radiação em vários comportamentos em meados da década de 1950, o Dr. John Garcia percebeu que os ratos desenvolveram uma aversão a substâncias consumidas antes de serem irradiados. Para examinar isso, Garcia elaborou um estudo no qual três grupos de ratos receberam água açucarada seguida de nenhuma radiação, radiação moderada ou radiação forte. Quando os ratos puderam escolher entre água açucarada e água normal da torneira, os ratos que foram expostos à radiação beberam muito menos água adoçada do que aqueles que não o fizeram.
Essa descoberta foi surpreendente porque a aversão poderia ocorrer após apenas uma única tentativa e com um longo atraso entre os estímulos. A maioria das pesquisas da época descobriu que o aprendizado exigia múltiplas tentativas e latências mais curtas. Muitos cientistas estavam céticos em relação às descobertas de Garcia porque não seguiram uma ampla gama de resultados anteriores: que qualquer estímulo neutro poderia tornar-se aversivo ou reforçador, combinando-o com estímulos aversivos ou reforçadores. No entanto, os resultados de Garcia foram claros e replicados em diferentes ambientes. Um experimento convincente comparou a combinação de náusea com sabor, versus combinação com estímulos luminosos e sonoros ("água brilhante e barulhenta"). Desenvolveram-se fortes aversões aos estímulos gustativos, mas não à luz e ao som. Isto demonstrou que o estímulo específico utilizado no condicionamento pode ser importante: alguns pares de estímulos geram uma aversão mais forte do que outros. A aversão condicionada ao sabor também pode ser específica da espécie, o que também foi um desafio para os resultados anteriores.